# L'amour est dans l'air
O Amor Está no Ar est une telenovela brésilienne diffusée en 1997 par Rede Globo.

## Synopsis
L'histoire se déroule dans la ville calme et fictive d'Ouro Velho. Sofia Schnaider (Betty Lago) est une femme exubérante de grande classe, l'intelligence et des valeurs éthiques fortes héritées de sa famille juive qui a émigré au Brésil après la guerre. Après la mort de son mari, l'aristocrate Victor Sousa Carvalho (Wolf Maya), Sofia porte l'étoile d'or d'affaires de l'entreprise, qui explore le tourisme aquatique dans grand barrage local. Mais sa mère, Úrsula (Nicette Bruno), n'accepte pas la situation, et commence une bataille acharnée pour le contrôle de Sousa Carvalho entreprise familiale.
Úrsula a un allié, le peu scrupuleux Alberto (Luís Melo) marié à sa fille Milica (Suzana Gonçalves). Les choses se compliquent lorsque la sœur de Sofia, Julia Schneider (Natália do Valle), vient d'Europe et rejoint Alberto pour éloigner la société sœur.
Sofia a de plus gros problèmes à la maison. Sa fille Luísa (Natália Lage), est une adolescente problématique et manipulée par la grand-mère paternelle. La relation entre la mère et la fille devient plus turbulente quand les deux tombent amoureux du même homme, le jeune aviateur Léo (Rodrigo Santoro).